# Pseudozygoneura senticosa
Pseudozygoneura senticosa är en tvåvingeart som beskrevs av Hippa, Vilkamaa och Heinakroon 1998. Pseudozygoneura senticosa ingår i släktet Pseudozygoneura och familjen sorgmyggor. Inga underarter finns listade i Catalogue of Life.